# Čchollima (hnutí)

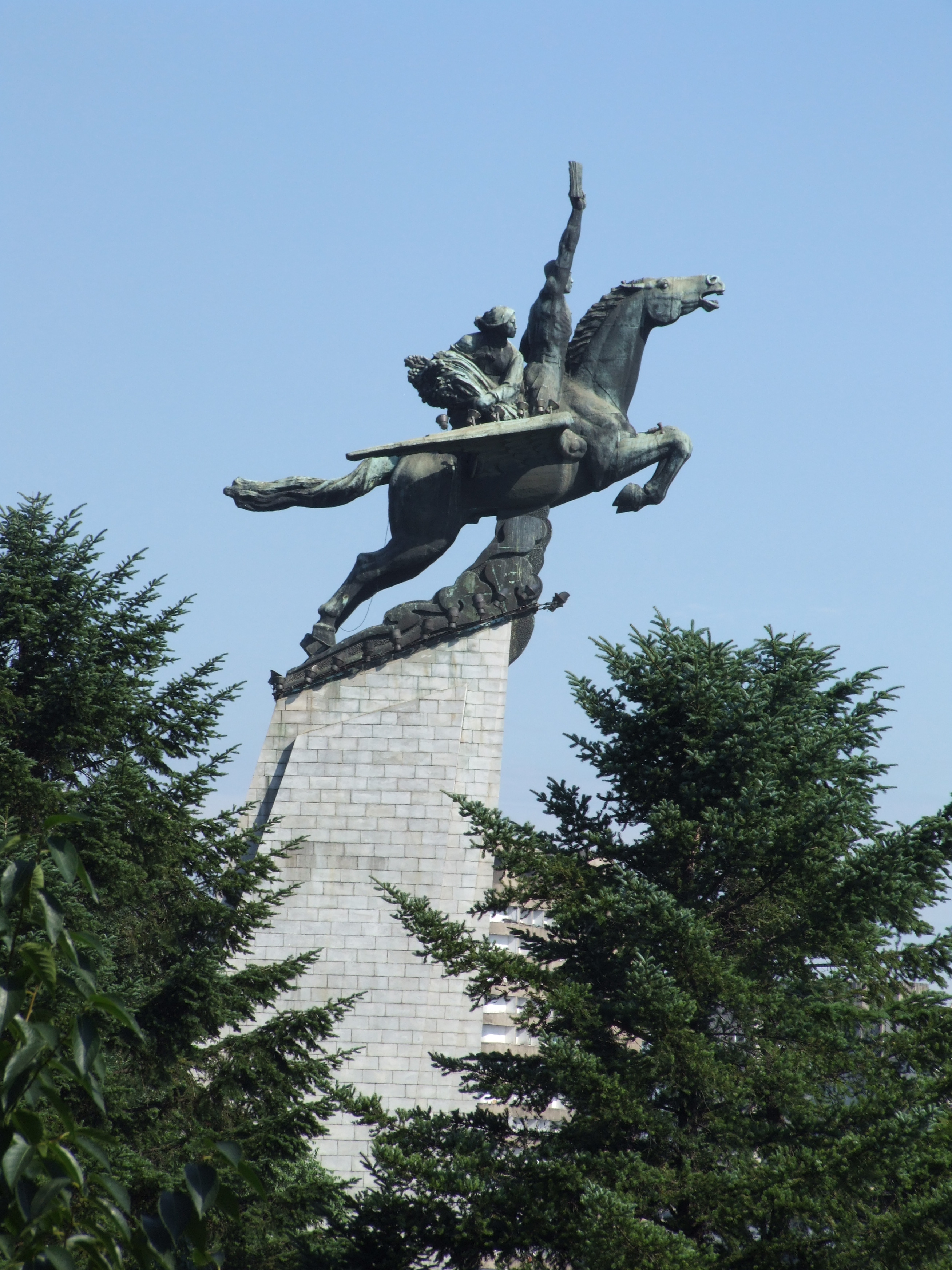
Socha symbolu hnutí v Pchjongjangu

Čchollima  je ideologická mobilizační kampaň probíhající v Severní Koreji, inspirovaná sovětským stachanovským hnutím. Je pojmenována po mytickém okřídleném koni Čchollima. Hnutí bylo vytvořeno Kim Ir -senem v srpnu 1958 a hnutí ve své činnosti pokračuje i v druhé dekádě 21. století.   

## Pozadí
Po podepsání Dohody o příměří, po které skončily boje války v Koreji, bylo severokorejské hospodářství vleklým konfliktem vyčerpáno. Zestátňování průmyslového sektoru nepřineslo očekávaný růst a úplná kolektivizace zemědělství způsobila dokonce propad výroby a ztrátu potravinové soběstačnosti. Navíc Kim Ir-sen Dohodu o příměří vnímal jako střednědobý oddech, po kterém bude válka pokračovat a to na vyčerpaný průmysl přineslo požadavek vysoké produkce zbraní. Proto vznikl koncept Čchollima, který měl za cíl zvýšit výrobu ve všech důležitých oblastech ekonomiky.   

## Rysy hnutí
Hlavním organizačním rysem bylo vytváření pracovních skupin, které měly za úkol stachanovskými výkony přispět k růstu výroby. Širokým pokrytím úseků hospodářství, hromadnou kolektivní soutěží, ideologickým zaměřením a propagandistickými náměty připomínala Čchollima ve svém nejvíce intenzivním období mezi lety 1958 až 1962 čínský Velký skok. Na rozdíl od Velkého skoku, Čchollima nebyla nikdy zrušena,. 

## Důsledky
Čchollima způsobila nerovnováhu mezi ekonomickými sektory, nerovnoměrné využití kapacity průmyslu a velmi nekvalitní produkci. Už v roce 1960, tedy dva roky po zavedení Čchollimy, bylo jasné, že zvládnutí prvního pětiletého plánu není možné, proto byl rok 1960 označen za "vyrovnávací" a statisticky nebyl do této pětiletky zahrnut. Kvůli katastrofální kvalitě produktů byla zavedena metoda Čchongsanni, pojmenována podle vzorové vesnice. Tato metoda si žádala, aby na kvalitu dohlíželi místní straničtí funkcionáři. Dohled stranických funkcionářů byl dokonce zapsán do revize ústavy z roku 1960. V prosinci 1960 byla zavedena metoda Tean, která odňala řízení továren a jiných podniků technickým ředitelům  a svěřila je místnímu stranickému výboru.      
Čchollima nebyla i přes své sporné výsledky nikdy revidována a to ani nástupcem Kim Ir-sena, Kim Čong-ilem a dokonce ani Kim Čong-unem. Její symbol, okřídlený kůň je námětem poštovních známek, objevil se i na bankovkách, je po něm pojmenovaný fotbalový tým, značka autobusu a traktoru. Sochy a mozaiky okřídleného koně jsou k vidění v mnoha severokorejských městech.  